# Chiesa evangelica di Yoido
La Chiesa evangelica di Yoido è una megachurch pentecostale situata a Seul, Corea del Sud.
La congregazione conta più di 1.000.000 di fedeli, tanto che oggi è la più grande congregazione cristiana pentecostale del mondo.

## Storia
La chiesa venne fondata da David Yonggi Cho e Choi Ja-Shil, sua suocera, il 15 maggio 1958; all'epoca si contavano solo 5 fedeli. Nel 1990 la chiesa fu ribattezzata con il nome di Yoido Full Gospel Church.